# Institut de recherche sur la paix d'Oslo
L'Institut de recherche sur la paix d’Oslo (en norvégien : Institutt for fredsforskning ; en anglais : Peace Research Institute Oslo, acronyme PRIO) est une institution de recherche privée en études sur la paix et les conflits, basée à Oslo, en Norvège. Il compte environ 100 employés. Il a été fondé en 1959 par un groupe de chercheurs norvégiens dirigé par Johan Galtung, qui a également été le premier directeur de l’institut (1959-1969). L’Institut publie le Journal of Peace Research, également fondé par Johan Galtung.

## Histoire et gouvernance

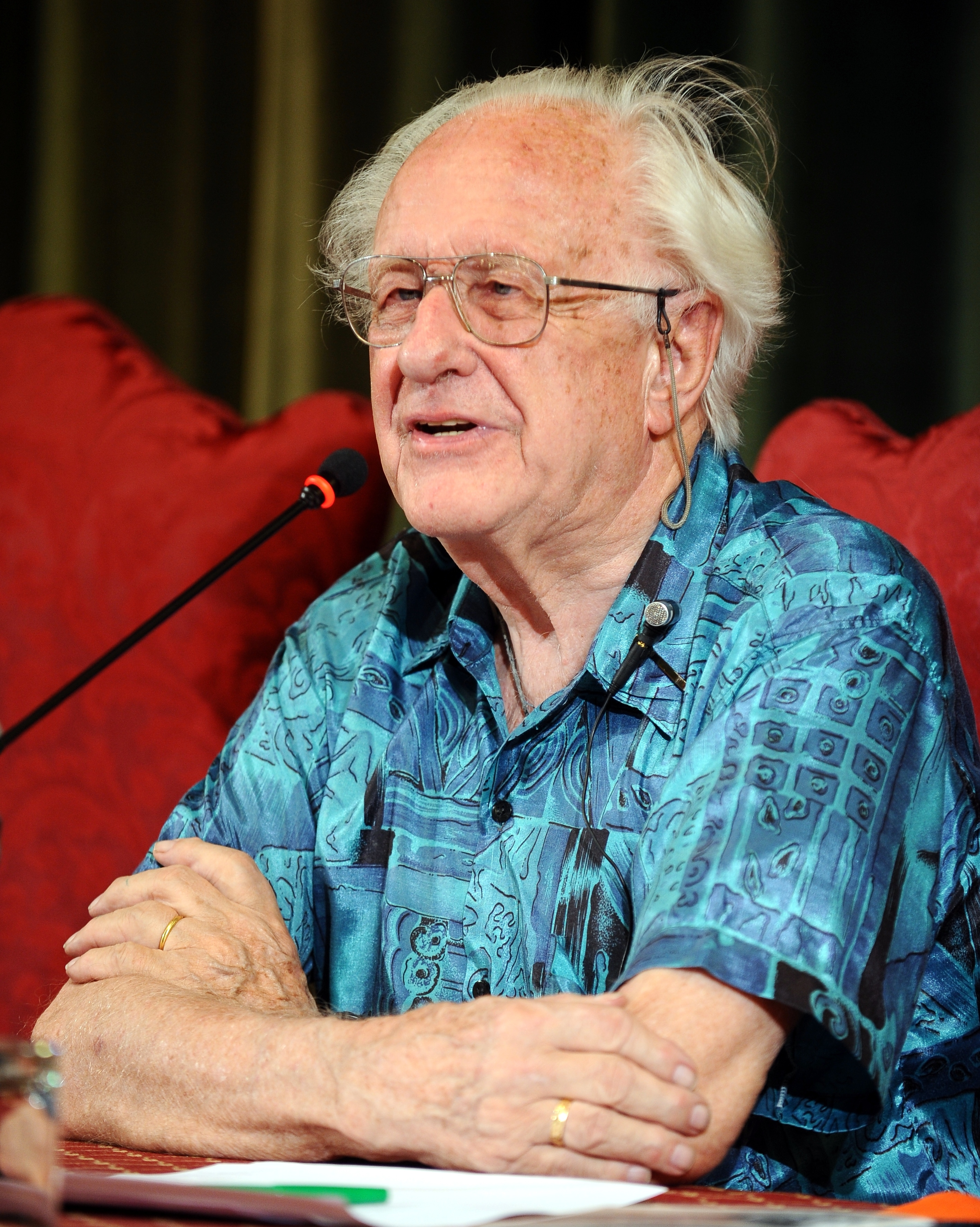
Johan Galtung, fondateur et premier directeur de PRIO, est considéré comme le principal fondateur des études sur la paix et les conflits, et a inventé le terme « consolidation de la paix ».

PRIO a été fondée en 1959 par un groupe de chercheurs norvégiens dirigé par Johan Galtung. L’institut était à l’origine un département de l’Institut norvégien de recherches en sciences sociales à Oslo. Il est devenu un institut indépendant en 1966. C’était l’un des premiers centres de recherche sur la paix au monde, et c’est le seul institut de recherche sur la paix de Norvège. Le directeur de l’institut depuis 2017 est Henrik Urdal, avec Torunn Tryggestad comme directeur adjoint. Depuis 2005, l’institut est situé dans l’ancien bâtiment de l’usine à gaz dans le centre d’Oslo.
PRIO est une fondation indépendante, régie par un conseil d'administration de sept membres. Le conseil d’administration comprend deux employés de PRIO, deux membres nommés par le Conseil norvégien de la recherche, un membre nommé par l’Institut de recherches en sciences sociales, un membre nommé par l’Université d'Oslo et un membre nommé par l’Association nordique d’études internationales.
Les précédents directeurs du PRIO sont, chronologiquement :
- Johan Galtung (1959-1969)
- Asbjørn Eide (1970, 1980-1981)
- Helge Hveem (1971)
- Nils Petter Gleditsch (1972 et 1977-1978)
- Kjell Skjelsbæk (1973-1974)
- Ole Kristian Holthe (1975-1976)
- Tord Høivik (1979-1980 et 1984-1986)
- Marek Thee (1981-1983)
- Sverre Lodgaard (1986-1992)
- Hilde Henriksen Waage (1992-1993)
- Dan Smith (1993-2001)
- Stein Tønnesson (2001-2009)
- Kristian Berg Harpviken (2009-2017)
- Henrik Urdal (2017 à nos jours).

Après la démission de Galtung en 1969, le personnel de l’institut a élu un dirigeant pour un an à la fois. En 1986, ce délai a été porté à une période de trois ans, puis à un maximum de deux périodes consécutives de quatre ans en 1993.
Le premier président du conseil d’administration de PRIO a été Erik Rinde (1966-79), directeur de l’Institut de recherches en sciences sociales. Il a été remplacé par :
- Torstein Eckhoff (1979-1986)
- Bernt Bull (1987-1994)
- Frida Nokken (1995-2000)
- Helge Pharo (2000-2003)
- Øyvind Østerud (2004-2006)
- Bernt Aardal (2007-2016)
- Åslaug Marie Haga (2016 à nos jours)[1].

PRIO est principalement financé par le Conseil norvégien de la recherche et le ministère des Affaires étrangères, avec un financement supplémentaire du ministère de la Défense, de diverses organisations internationales telles que la Banque mondiale et l’Union européenne, et de fondations privées. PRIO compte environ 100 employés. Son siège social est situé dans le centre d’Oslo.

## Recherche

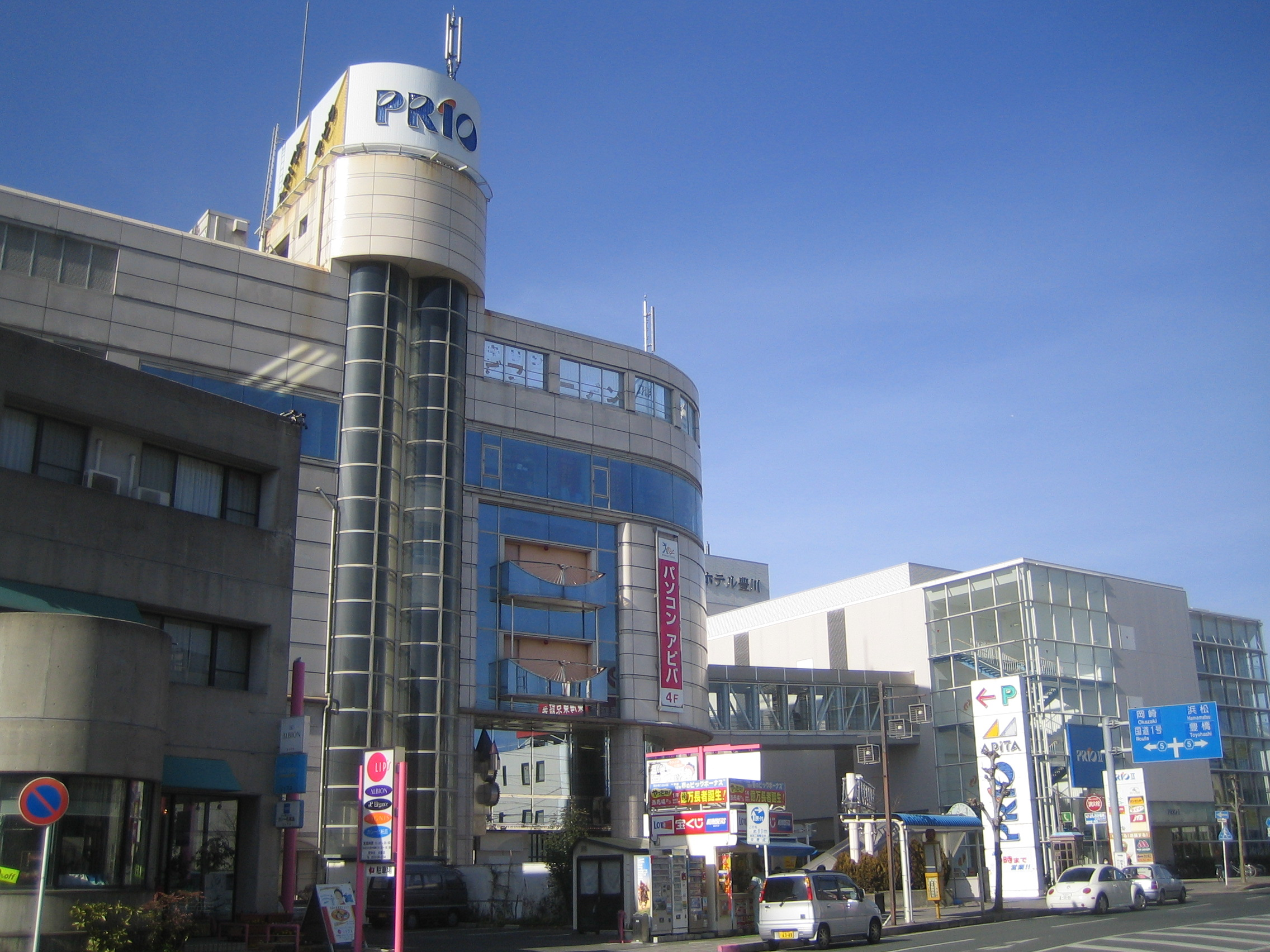
L’Institut de recherche sur la paix d’Oslo

Le but de l’institut, tel que formulé dans les statuts, est de « s’engager dans des recherches sur les conditions des relations pacifiques entre les nations, les groupes et les individus ». Les chercheurs proviennent de diverses disciplines des sciences sociales et humaines, notamment les sciences politiques, la sociologie, l’anthropologie, la psychologie, la géographie humaine, l’histoire, l’histoire des religions et la philosophie. Les résultats de la recherche sont principalement publiés sous forme d’articles dans des revues universitaires à comité de lecture, d’anthologies ou de monographies, mais aussi sous forme de rapports et d’articles plus axés sur les politiques, tels que la série interne de PRIO.
Environ 15 % du budget de l’institut est constitué d’une subvention de base du Conseil norvégien de la recherche, et les 85 % restants sont financés sur la base de projets. Les deux plus grands bailleurs de fonds du projet sont le Conseil norvégien de la recherche et le ministère norvégien des Affaires étrangères. Parmi les autres bailleurs de fonds figurent l’Union européenne, la Banque mondiale et le ministère norvégien de la Défense. En 2009, PRIO a initié la fondation du Peace Research Endowment basé aux États-Unis.
À Oslo, PRIO a accueilli l’Initiative norvégienne sur les transferts d’armes légères, qui a été fermée en 2017 en raison d’un manque de financement. Il s’agissait d’une initiative conjointe de PRIO, de la Croix-Rouge norvégienne et de l’Aide de l'Église Norvégienne pour aider à bloquer la propagation des armes légères dans les zones où elles sont susceptibles d’être utilisées dans la guerre, la violence armée ou les violations des droits de l'homme.
Le personnel comprend un groupe de base de 40 à 50 chercheurs à temps plein et du personnel de soutien. En outre, il y a des chercheurs ayant une affiliation à temps partiel avec PRIO, des chercheurs invités, des stagiaires et des étudiants.

## Centres de recherche

### Centre d’étude de la guerre civile
De 2003 à 2012, PRIO a accueilli le Centre pour l’étude de la guerre civile, l’un des 13 « centres d’excellence » originaux en Norvège. Le directeur pour toute la période de 10 ans était Scott Gates.

### Centre de Chypre
L’institut dispose d’un centre à Nicosie, Chypre, connu sous le nom de PRIO Cyprus Centre. Grâce à son réseau, ses projets et ses forums de dialogue, le Centre PRIO Chypre vise à favoriser la coopération entre les Chypriotes grecs et turcs et à renforcer la coopération régionale en Méditerranée orientale dans son ensemble.

### Centre sur le genre, la paix et la sécurité
En 2015, PRIO a créé son Centre sur le genre, la paix et la sécurité, qui est engagé dans la recherche sur les études de genre et de conflit. En particulier, le centre étudie des questions telles que la violence sexuelle dans les situations de conflit, la représentation des femmes dans la médiation et le règlement après les conflits, et la sécurité des femmes.

## Revues
PRIO possède deux revues académiques, toutes deux éditées à l’institut et publiées par SAGE Publications : Journal of Peace Research, édité par Gudrun Østby et Security Dialogue, édité par Mark B. Salter.

## Éducation

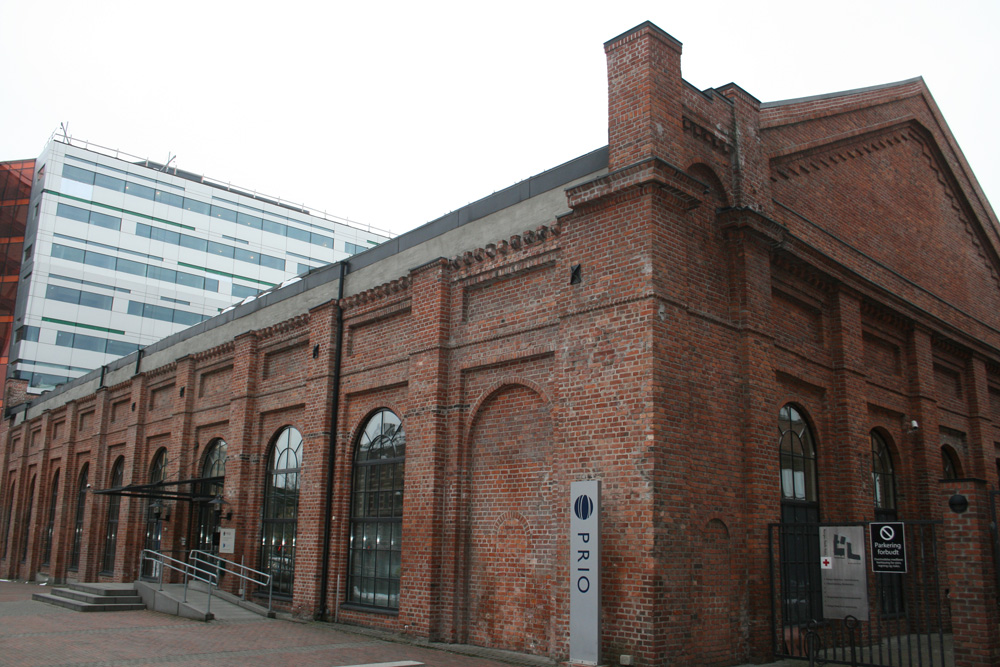
Bâtiment PRIO à la porte Hausmanns

PRIO fournit un nombre limité de services éducatifs. L’École de recherche sur la paix et les conflits est un centre de formation multidisciplinaire, où un certain nombre de cours sont enseignés par des chercheurs invités. Les institutions partenaires comprennent l’Université d’Oslo et l’Université norvégienne de sciences et de technologie. Les cours se concentrent sur la rédaction académique, la méthodologie de recherche et les questions d’actualité.
Jusqu’en 2013, PRIO et Bjørknes College offraient des programmes de maîtrise conjoints avec l’Université nationale australienne et l’Université de Stellenbosch en économie politique internationale et dynamique des conflits, ainsi qu’en études sur la paix et les conflits.

## Discours de paix annuel de PRIO
Initié en 2010, le discours de paix annuel de PRIO vise à sensibiliser, à susciter le débat public et à accroître la compréhension des conditions de la paix dans le monde. Invitant des chercheurs et d’autres personnes ayant des points de vue forts sur des sujets liés à la paix, l’idée est de défier la communauté des chercheurs sur la paix en suggérant de nouvelles mesures et en apportant de nouvelles perspectives sur la paix et la guerre.
- 2010 : Jon Elster, Justice, Vérité, Paix
- 2011 : John Lewis, Le rôle de la non-violence dans la lutte pour la libération
- 2012 : Azar Gat, La paix pour notre temps ?
- 2013 : Jody Williams, Le pouvoir de l’activisme mondial
- 2014 : Paul Collier, Conflits civils : quels sont les risques actuels et quelles sont les solutions réalistes ?
- 2015 : John Mueller, Les dangers de l’alarmisme
- 2016 : Francesca Borri, La contribution journalistique à la paix
- 2017 : Obiageli Ezekwesili, Éducation et Paix
- 2018 : Debarati Guha-Sapir, L’épidémiologie des conflits armés
- 2019 : Steven Pinker, Enlightenment Now!